# Gloomy Sunday
Gloomy Sunday (węg. Szomorú vasárnap, IPA ['sɒmɒɾuː 'vɐʃaɾnɐp], pol. Smutna niedziela) – piosenka skomponowana w 1933 r. przez węgierskiego pianistę i kompozytora Rezső Seressa, oryginalne słowa w niedługim czasie zastąpiono tekstem  László Jávora – poety i reportera kryminalnego gazety 8 Órai Újság.
Seress napisał utwór pod wpływem zerwania zaręczyn przez swoją narzeczoną. Wedle powszechnej opinii melodia wywołała na Węgrzech falę ponad stu samobójstw. Złowieszczą popularność utworu ilustruje fakt, że jedynie w okresie 13-24 listopada 1935 roku pojawiło się na jego temat 278 artykułów we francuskich, niemieckich, szwajcarskich i włoskich gazetach.
W 1936 roku piosenka pojawiła się w Stanach Zjednoczonych, gdzie okrzyknięto ją mianem The Hungarian Suicide Song (tłum. węgierska piosenka samobójców). Wkrótce pojawiło się kilka jej wersji, wśród nich nagranie Hala Kempa i jego orkiestry z tekstem Sama M. Lewisa. Na tej wersji utworu oparta zostało późniejsze nagranie Billie Holiday. Jej interpretacja z 1941 roku jeszcze bardziej rozsławiła zarówno piosenkę, jak i tłumaczenie Lewisa, które od tamtej pory stało się podstawą dla późniejszych wykonań. Holiday dodała też trzecią zwrotkę, nadając swojej wersji oniryczny charakter.
Autor popełnił samobójstwo w 1968 roku, wyskoczywszy z okna swojego domu.
Oryginalna piosenka pojawia się w niemiecko-węgierskim filmie Gloomy Sunday – Ein Lied von Liebe und Tod z 1999 roku (Gloomy Sunday – piosenka miłości i śmierci), który powstał na podstawie książki Nicka Barkowa.

## Wykonawcy
Artyści, którzy wykonywali utwór:
- 1935: Piotr Leszczenko (Mratschnoje Woskresenje)
- 1935: Paul Robeson (tłumaczenie Desmond Carter)
- 1935: Mieczysław Fogg (Smutna niedziela, tłumaczenie Tymoteusz Ortym)[1]
- 1936: Damia (Sombre Dimanche, tekst Jean Marèze i François-Eugène Gonda)
- 1936: Hal Kemp z własną orkiestrą (tekst Sam M. Lewis)
- 1936: Paul Whiteman
- 1941: Billie Holiday
- 1957: Josh White
- 1958: Mel Tormé
- 1961: Sarah Vaughan
- 1962: Lou Rawls
- 1967: Carmen McRae
- 1968: Genesis[a]
- 1969: Ray Charles
- 1972: Karel Gott (Smutná neděle)
- 1979: Lydia Lunch
- 1981: Elvis Costello & the Attractions (Trust)
- 1982: Associates
- 1983: Marc Almond
- 1983: Swans Way
- 1983: Jacques Calonne (Ténor Mondain) (Sombre Dimanche, tekst przypisywany László Jávor, choć prawdopodobnie oparty na wersji Jean Marèze and François-Eugène Gonda)
- 1984: Peter Wolf
- 1986: Christian Death
- 1988: Serge Gainsbourg (Le Zénith de Gainsbourg)
- 1991: The Singing Loins (Songs For The Organ)
- 1991: Sarah McLachlan (Rarities, B-Sides and Other Stuff)
- 1992: Diamanda Galás (The Singer)
- 1992: Sinéad O’Connor (Am I Not Your Girl?)
- 1995: Gitane Demone
- 1996: Mystic (ścieżka dźwiękowa The Funeral)
- 1998: Marianne Faithfull
- 1999: The Smithereens (God Save the Smithereens)
- 1999: Björk
- 1999: Heather Nova (singiel „Gloomy Sunday”, album South, 2001)
- 2000: Ricky Nelson
- 2000: Kronos Quartet
- 2000: Sarah Brightman
- 2002: Iva Bittová (album "j.h."(Jako host))
- 2003: Emilie Autumn
- 2003: Edvin Marton
- 2003: Hot Jazz Band
- 2004: Branford Marsalis (Eternal)
- 2004: MC Sniper (MC 스나이퍼) (Be In Deep Grief, wersja hip-hop, tekst w języku koreańskim)
- 2005: Venetian Snares (pt. Öngyilkos vasárnap, album "Rossz csillag alatt született", 2005; zespół wykorzystał w remixie nagranie Billie Holiday z 1941 w języku angielskim)
- 2005: Jaurim
- 2005: Eminemmylou z udziałem Legs MC (wersja rap)
- 2006: Angéla Póka z udziałem Anity Hornai (na żywo, program Megasztár, Węgry)
- 2006: Lucía Jiménez (ścieżka dźwiękowa The Kovak Box)
- 2006: Zaorany kytky
- 2007: Candie Payne
- Loreena McKennitt
- Mickey Baker
- Artie Shaw
- Anton Lavey (kompilacja htmpl productions & pcl link dump – christianity vs satanism)
- Rob Coffinshaker (koncertowy, debiutancki album Live At The Cemetery[2])
- Portishead
- Matt Elliott

## Pozostałe informacje
- Marilyn Manson – istniała plotka o zapowiedzianej wersji na nadchodzący w czerwcu 2007 roku album Eat Me, Drink Me. Plotka nie potwierdziła się.
- The Dead Milkmen – zespół nie nagrał wersji utworu, a jedynie zacytował fragment tekstu w utworze z 1987 roku (Theme From) Blood Orgy of the Atomic Fern.
- Emilie Autumn – artystka odniosła się do piosenki w utworze The Art of Suicide (tłum. sztuka samobójstwa).